# Mega Man (serial din 2018)
Mega Man (engleză Mega Man: Fully Charged) este un serial de animație de televiziune bazat pe seria de jocuri video cu același nume de la Capcom. Serialul a fost dezvoltat de Man of Action Studios și produs de Dentsu Entertainment USA și DHX Studios Vancouver pentru Cartoon Network și Family Chrgd. Este al patrulea serial al francizei și al doilea care să preia inspirație din seria "Classic" după serialul din 1994. A avut premiera în Statele Unite pe 5 august 2018 după ce primele zece episoade au fost lansate la cerere pe 3 august.